# Yelena Smolyanova
Yelena Smolyanova (russisch Елена Смольянова, Jelena Smoljanowa; * 16. Februar 1986 in der Provinz Taschkent) ist eine usbekische Kugelstoßerin.

## Sportliche Laufbahn
Erste internationale Erfahrungen sammelte Yelena Smolyanova bei den Olympischen Spielen 2012 in London, bei denen sie mit 14,43 m als letzte ihrer Gruppe in der Qualifikation ausschied. 2014 erreichte sie bei den Asienspielen im südkoreanischen Incheon mit 15,45 m den siebten Platz. Anfang September 2017 gewann sie bei den Asian Indoor & Martial Arts Games in Aşgabat die Silbermedaille mit neuer Hallenbestleistung von 15,60 m hinter der Chinesin Bian Ka. 2018 nahm sie an den Hallenasienmeisterschaften in Teheran teil und gewann dort mit 15,54 min die Goldmedaille. Dabei sei angemerkt, dass keine Konkurrentinnen der Weltspitze aus China am Start waren. Ende August belegte sie bei den Asienspielen in Jakarta mit 15,74 m den fünften Platz.
2017 wurde Smolyanova usbekische Meisterin im Kugelstoßen. Sie ist Absolventin für Sportwissenschaften am Tashkent Institute of Physical Education in Angren. 

## Persönliche Bestleistungen
- Kugelstoßen: 17,68 m, 18. Juni 2012 in Almaty
  - Kugelstoßen (Halle): 15,60 m, 20. September 2017 in Aşgabat
- Diskuswurf: 42,50 m, 10. Juni 2012 in Bischkek
- Speerwurf: 46,77 m 14. Juni 2009 in Almaty